# Pulchrana siberu
Espèce
Synonymes
- Rana siberu Dring, McCarthy & Whitten, 1990
- Hylarana siberu (Dring, McCarthy & Whitten, 1990)

Statut de conservation UICN

 LC  : Préoccupation mineure
Pulchrana siberu est une espèce d'amphibiens de la famille des Ranidae.

## Répartition
Cette espèce est endémique de l'île de Siberut dans les îles Mentawai en Indonésie.
Sa présence est incertaine sur l'île de Sumatra.

## Description
Pulchrana siberu mesure de 37,2 à 39,5 mm.

## Étymologie
Cette espèce est nommée en référence au lieu de sa découverte, l'île de Siberut.

## Publication originale
- Dring, McCarthy & Whitten, 1990 : The terrestrial herpetofauna of the Mentawai Islands, Indonesia. Indo-Malayan Zoology, vol. 6, p. 119-132.